# Gil Mărdărescu
Mircea Mărdărescu, detto Gil (Săcele, 12 aprile 1952), è un ex calciatore rumeno, di ruolo centrocampista.
È il figlio dell'ex allenatore Virgil Mărdărescu

## Palmarès

### Club
- Seconda divisione rumena: 1

Politehnica Iași: 1972-1973